# Reszów
Reszów – przysiółek wsi Dąbrówka Starzeńska w Polsce położona w województwie podkarpackim, w powiecie rzeszowskim, w gminie Dynów.
W latach 1975–1998 przysiółek administracyjnie należał do województwa przemyskiego